# Gusilay
Die Sprache Gusilay (ISO 639-3: gsl; auch gusiilay, gusilaay, kusiilaay, kusilay) ist eine westatlantische Sprache des Senegal und wird von insgesamt 15.400 Personen (Stand 2006) aus dem Volk der Gusilay (Jola-Gusilay) und in der Grenzregion in Guinea-Bissau gesprochen. Die Ortschaft, in der die Sprache gesprochen wird, nennt sich Tionk Essil.
Gusilay stellt mit der Sprache Bandial [bqj] die einzelne Untergruppe der Gusilay-Sprachen innerhalb der Sprachgruppe Jola-Zentral dar.